# Pârjol (gmina)
Pârjol – gmina w Rumunii, w okręgu Bacău. Obejmuje miejscowości Băhnășeni, Bărnești, Băsăști, Câmpeni, Hăineala, Hemieni, Pârjol, Pustiana i Tărâța. W 2011 roku liczyła 5525 mieszkańców.